# Rutger Gunnarsson
Pour les articles homonymes, voir Gunnarsson.
Johan Rutger Gunnarsson, né le 12 février 1946 et mort le 8 mai 2015, est un musicien suédois. Il est l'ancien bassiste du groupe de musique suédois ABBA.